# Inkretinmimetika

Inkretin-Effekt

Inkretinmimetika oder GLP-1-Rezeptoragonisten (auch kurz GLP-1-RA oder GLP-1-Agonisten) sind eine Wirkstoffklasse innerhalb der Antidiabetika, die ursprünglich spezifisch zur Behandlung des Diabetes mellitus Typ 2 entwickelt wurde. Sie ahmen die Wirkung der körpereigenen Hormone Glucagon-like Peptide 1 (GLP-1) und glukoseabhängiges insulinotropes Peptid (GIP) nach. Diese werden bei Typ-2-Diabetikern vermindert ausgeschüttet, wodurch der Inkretin-Effekt, d. h. die blutzuckersenkende Wirkung, verringert ist. Inkretinmimetika sind Peptide oder Peptidkonjugate, die in der Regel als subkutane Injektion verabreicht werden.
Eine weitere Stoffklasse, deren Vertreter ebenfalls über den Inkretin-Effekt wirken, sind die Gliptine, die durch Hemmung des Enzyms Dipeptidylpeptidase 4 (DPP-4) den Abbau von GLP-1 und GIP blockieren.

## Indikationen

### Diabetes mellitus Typ 2
Der primäre Einsatzbereich der Inkretinmimetika ist die Therapie des Diabetes mellitus Typ 2. Wenngleich die American Diabetes Association Metformin als Mittel erster Wahl sieht, ist dennoch die zusätzliche Gabe eines GLP-1-Agonisten bei bestimmten Patienten denkbar. Zu ihnen zählen Patienten mit einer Unverträglichkeit gegenüber Metformin, Patienten mit einem Hämoglobin A1c-Wert, der um mehr als 1,5 % über dem Zielwert liegt, oder Patienten, die innerhalb von drei Monaten ihren Ziel-HbA1c-Wert nicht erreichen, insbesondere, wenn eine Atherosklerose, Herzinsuffizienz oder chronisches Nierenversagen vorliegen.

### Adipositas und Übergewicht
Neben der Behandlung des Typ-2-Diabetes sind einige Inkretinmimetika auch zum medikamentösen Management von Übergewicht und Adipositas zugelassen, in Ergänzung zu Diät und sportlicher Betätigung. Ihre Gabe wird empfohlen, sofern der Body-Mass-Index entweder mindestens 30 kg/m2 beträgt oder aber zwischen 27 und 30 kg/m2 liegt und mit mindestens einer gewichtsbezogenen Komplikation einhergeht.

## Potentielle Anwendungsgebiete
Ebenfalls zeigen Inkretinmimetika stellenweise antidepressive und neuroprotektive Eigenschaften in der Anwendung bei Diabetikern. Da Diabetes einen Risikofaktor für Depressionen darstellt, wäre es auf diese Weise möglich, Depressionen vorzubeugen. Während zwei Studien ein signifikant verringertes Risiko feststellen konnten, wurde in zwei anderen Studien kein derartiger Effekt nachgewiesen.
Patienten, die wegen Diabetes mellitus Typ 2 mit Inkretinmimetika behandelt wurden, hatten einen signifikant günstigeren Verlauf einer gleichzeitig bestehenden Suchterkrankung (Opiate, Alkohol). Möglicherweise stellen Suchterkrankungen in Zukunft ein weiteres Anwendungsgebiet für Inkretinmimetika dar.

## Unerwünschte Arzneimittelwirkungen
Die wesentlichen unerwünschten Wirkungen (Nebenwirkungen) sind Übelkeit, Durchfall und Erbrechen.
In klinischen Studien wurde über wenige Fälle von Pankreatitis berichtet. Hinweise aus einer 2013 publizierten Autopsiestudie an Diabetes-Patienten auf ein erhöhtes Risiko für eine schädliche Wirkung von GLP-1-basierten Therapien auf die Bauchspeicheldrüse (Pankreas) hielten einer Überprüfung durch den Ausschuss für Humanarzneimittel (CHMP) der Europäischen Arzneimittel-Agentur nicht stand. Das CHMP kam zu dem Schluss, dass die Autopsiestudie selbst eine Reihe von methodischen Einschränkungen und potenziellen Quellen für Verzerrungen aufwies, die eine aussagekräftige Interpretation der Ergebnisse ausschließen. Nach Prüfung der verfügbaren nichtklinischen und klinischen Daten habe sich die Evidenz hinsichtlich des Risikos unerwünschter Ereignisse der Bauchspeicheldrüse im Zusammenhang mit GLP-1-basierten Therapien nicht geändert.
Die Europäische Arzneimittel-Agentur (EMA) informierte im April 2024, dass ein kausaler Zusammenhang zwischen der Anwendung von GLP-1-Agonisten und dem Auftreten von suizidalen und selbstverletzenden Gedanken und Handlungen nicht nachweisbar sei. Der Pharmakovigilanzausschuss (PRAC) der EMA hatte im Juli 2023 – ausgelöst durch die isländische Arzneimittelbehörde – ein Review-Verfahren eingeleitet, nachdem vereinzelt Meldungen über suizidale Gedanken und Selbstverletzungen bei Menschen eingegangen waren, die Liraglutid oder Semaglutid einnahmen. In diesem Verfahren wurden zusätzlich drei weitere GLP-1-Rezeptoragonisten, namentlich Dulaglutid, Exenatid, und Lixisenatid, ausgewertet. Der Ausschuss analysierte die zur Überwachung nach dem Inverkehrbringen erhobenen Daten der Arzneimittelhersteller sowie die die Ergebnisse von zwei Studien, von denen eine von der EMA durchgeführt wurde. Die Beurteilung der EMA ist in Übereinstimmung mit den vorläufigen Ergebnissen einer laufenden Bewertung der US-Behörde FDA, die ebenfalls keinen Zusammenhang fand.
Da Inkretinmimetika die Magenentleerung verzögern, können auch nach der vor Narkosen vorgeschriebenen Nahrungskarenzzeit noch Speisereste im Magen vorhanden sein, so dass das Risiko von Aspirationspneumonien erhöht sein dürfte.

## Anwendungsbeschränkungen
Bei schweren Nierenfunktionsstörungen wird die Anwendung von Inkretinmimetika nicht, bei schweren Leberfunktionsstörungen nicht oder mit Vorsicht empfohlen. Einer 2024 publizierten Studie zufolge können jedoch GLP-1-Rezeptor-Agonisten möglicherweise ein Fortschreiten von Lebererkrankungen bei Typ-2-Diabetes verhindern.
Für die Anwendung in der Schwangerschaft liegen unzureichende Daten vor.

## Vertreter
Verschiedene peptidische oder nicht-peptidische („Small molecules“) Vertreter sind in den Indikationen T2DM oder Gewichtsreduktion oder in beiden zugelassen oder werden darin entwickelt.

### Struktur

Schematische Darstellung der Struktur einiger Inkretinmimetika. Oben: GLP-1 (human) und Analoga. Die Peptidsequenzen werden rekombinant hergestellt. Unten: Exendin-4 (Heloderma suspectum) und synthetische Analoga. Liraglutid ist wie GLP-1 gegen Inaktivierung durch proteolytische Spaltung zwischen A(8) und E(9) empfindlich. Tirzepatid ist in seiner Sequenz außer zu GLP-1 durch entsprechende Aminosäuren (umrandet dargestellt) zudem deutlich zu GIP homolog, woraus ein dualer Wirkmechanismus resultiert. Aminosäuren sind im Einbuchstabencode angegeben.

### Tabellarische Übersicht
| Name         | Kurzbeschreibung | Agonismus            | Anwendungsgebiete                              | Verabreichung                                      |
| ------------ | --- | -------------------- | ---------------------------------------------- | -------------------------------------------------- |
| Exenatid     | Synthetisch hergestelltes Polypeptid, das der natürlicherweise im Speichel der Gila-Krustenechse vorkommenden Substanz Exendin-4 entspricht, erstes therapeutisch eingesetztes Inkretinmimetikum und Leitsubstanz der Wirkstoffklasse, 53 % Sequenzhomologie zu GLP-1 | GLP-1                | Typ-2-Diabetes (T2DM)                          | 2 × täglich oder 1 × wöchentlich (Retard) subkutan |
| Liraglutid   | Biotechnologisch hergestelltes Analogon des Inkretins GLP-1 mit 97 % Sequenzhomologie und verlängerter HWZ (13 h) | GLP-1                | T2DM, Gewichtsreduktion                        | 1 × täglich subkutan                               |
| Taspoglutid  | GLP-1-Analogon | GLP-1                | Entwicklung eingestellt                        | -                                                  |
| Lixisenatid  | Exenatid-Analogon | GLP-1                | T2DM (auch in fixer Kombi mit Insulin glargin) | 1 × täglich subkutan                               |
| Albiglutid   | GLP-1-Analogon und Fusionsprotein | GLP-1                | T2DM (Zulassung zurückgenommen)                | 1 × wöchentlich subkutan                           |
| Dulaglutid   | GLP-1-Analogon mit 90 % Sequenzhomologie, Fusionsprotein | GLP-1                | T2DM                                           | 1 × wöchentlich subkutan                           |
| Semaglutid   | GLP-1-Analogon, auch als orale Formulierung verfügbar. Angaben des Herstellers zufolge der meistverkaufte GLP-1-Rezeptoragonist (Stand Mai 2023) | GLP-1                | T2DM, Gewichtsreduktion                        | 1 × wöchentlich subkutan oder 1 × täglich oral     |
| Tirzepatid   | GIP-Analogon mit Zweifach-Agonismus | GLP-1, GIP           | T2DM, Gewichtsreduktion                        | 1 × wöchentlich subkutan                           |
| Retatrutid   | GIP-Analogon mit Dreifach-Agonismus | GLP-1, GIP, Glucagon | experimentell                                  | 1 × wöchentlich subkutan                           |
| Efpeglenatid | Exenatidanalogon-Antikörperfragment-Konjugat | GLP-1                | experimentell                                  | 1 × wöchentlich subkutan                           |
| Pseudin-2    | Aus dem Hautsekret des Großen Harlekinfrosches (Pseudis paradoxa) isoliertes Peptid |                      | experimentell                                  | -                                                  |
| Orforglipron | Nicht-peptidischer niedermolekularer synthetischer Wirkstoff | GLP-1                | experimentell                                  | 1 × täglich oral                                   |